# Humotelinit
Podgrupa humotelinitu – macerały węgla brunatnego utworzone z tkanek roślinnych zachowanych w różnym stopniu. Podgrupa ta obejmuje następujące macerały:
- tekstynit
- ulminit